# John Pope
John Pope (16 tháng 3 năm 1822 – 23 tháng 9 năm 1892) là tướng chỉ huy quân đội Liên bang miền Bắc trong thời Nội chiến Hoa Kỳ. Sau vài thắng lợi ban đầu tại Mặt trận miền Tây, Pope bị cách chức chỉ huy sau khi bị tướng Liên minh miền Nam Robert E. Lee đánh đại bại tại trận Bull Run thứ nhì. Trong thời Chiến tranh Da đỏ Pope lại được giao chức chỉ huy quân đội.